# Andrea Gyarmati
Andrea Gyarmati, née le 15 avril 1954 à Budapest, est une nageuse hongroise.

## Carrière
Elle est la meilleure performeuse mondiale du 100 mètres papillon en 1971 dans le temps de 1 min 4 s 5.
Aux Jeux olympiques d'été de 1972 à Munich, Andrea Gyarmati est médaillée d'argent sur 100 mètres dos, et médaillée de bronze sur 100 mètres papillon.
Elle est nommée sportive hongroise de l'année en 1970, 1971 et 1972.
Elle entre à l'International Swimming Hall of Fame en 1995.

## Famille
Andrea Gyarmati est la fille de la nageuse Éva Székely et du joueur de water-polo Dezső Gyarmati. Elle a été mariée au kayakiste Mihály Hesz, avec lequel elle divorce en 1976.

## Palmarès

### Championnats d'Europe
- Championnats d'Europe 1970 à Barcelone (Espagne)
  -  Médaille d'or du 200 m dos
  -  Médaille d'or du 100 m papillon
  -  Médaille d'argent du 100 m dos
  -  Médaille d'or du relais 4 × 100 m nage libre